# IC 3096
IC 3096 ist eine linsenförmige Zwerggalaxie vom Hubble-Typ dS0 im Sternbild Coma Berenices am Nordsternhimmel. Sie ist schätzungsweise 54 Millionen Lichtjahre von der Milchstraße entfernt. Unter der Katalogbezeichnung VCC 209 wird sie als Mitglied des Virgo-Galaxienhaufens aufgeführt. 

Das Objekt wurde am 7. Mai 1904 von Royal Harwood Frost entdeckt.